# Centrolepis
Centrolepis Labill. é um género botânico de plantas floríferas pertencente à família Centrolepidaceae.
É um grupo de pequenas plantas herbáceas como aproximadamente 30 espécies, nativos da Austrália, Nova Zelândia e sudeste da Ásia, estendendo-se até Hainan.
Todas as espécies de Centrolepis formam tufos com folhas estreitas desde a base. As flores são minúsculas e polinizadas pelo vento, formando uma inflorescência altamente condensada encerrada entre um par de brácteas.

## Sinônimos
- Alepyrum R.Br.
- Desvauxia R.Br.
- Pseudalepyrum Dandy

## Espécies
- C. alepyroides
- C. aristata
- C. asiatica
- C. banksii
- C. caespitosa
- C. cambodiana
- C. cephaloformis
- C. ciliata
- C. curta
- C. drummondiana
- C. eremica
- C. exserta
- C. fascicularis
- C. glabra
- C. humillima
- C. inconspicua
- C. miboroides
- C. minima
- C. monogyna
- C. muscoides
- C. mutica
- C. pallida
- C. paludicola
- C. pedderensis
- C. phillipinensis
- C. pilosa
- C. polygyna
- C. pusilla
- C. strigosa